# Amy Belle
Pour les articles homonymes, voir Amy et Belle.
Amy Belle, nom de scène d'Amy Lindop, née en 1981, est une auteure-compositrice-interprète écossaise. 
Elle est connue pour son duo avec Rod Stewart sur I Don't Want to Talk About It lors de son concert à l'Albert Hall en octobre 2004. La vidéo officielle de la performance de Rod Stewart a reçu plus d'un milliard de vues sur YouTube dans le monde entier (hors Royaume-Uni). De plus, une autre publication YouTube de cet événement a reçu plus de 100 millions de vues.

## Biographie
Amy Belle naît et grandit à Glasgow, en Écosse, la plus jeune d'une famille de trois enfants.
À 17 ans, elle quitte Glasgow et s'installe à Londres pour poursuivre une carrière dans la musique. En 2004, Belle est repérée par un ami de Rod Stewart alors qu'elle jouait dans la rue devant une station de métro.
Après son duo avec Rod Stewart, Belle s'installe à Los Angeles, poussée par les contacts qu'elle avait noués grâce au manager du chanteur. Là-bas, au cœur de l'effervescence musicale californienne, elle a l'opportunité d'enregistrer un morceau aux côtés de Robby Krieger et Ray Manzarek, figures légendaires du groupe The Doors. Moins de trois ans plus tard, elle choisit de rentrer au Royaume-Uni, renouant avec la scène locale.